# Prunum evelynae
Prunum evelynae är en snäckart som först beskrevs av Bayer 1943.  Prunum evelynae ingår i släktet Prunum och familjen Marginellidae. Inga underarter finns listade i Catalogue of Life.